# سيجز فور فيتس
برنامج سيجز فور فيتس، هو برنامج مستمر بدأ عام 2005، هو جهد شعبي يُدار من قِبل متطوعين في الولايات المتحدة الأمريكية، يُوفرون مركبات سيجواي للتدريب البدني للأفراد العسكريين الأمريكيين ذوي الإعاقة. قُدّم البرنامج لأول مرة في سبتمبر 2005 لثلاثة مستفيدين ممن أصيبوا خلال عملية تحرير العراق، وقد وُضعت فكرته ونُفذ بمساعدة الجنرال رالف "إد" إيبرهارت، من القوات الجوية الأمريكية (متقاعد)، ورئيس جمعية مزايا القوات المسلحة.
بعد تقديمه الأول، بدأ برنامج سيجز فور فيتس عملية البحث عن إعفاء يسمح بتقديم دراجات سيجواي للعسكريين في الخدمة الفعلية الذين أصيبوا بإصابات بالغة وإعاقة دائمة أثناء خدمتهم في دعم عملية تحرير العراق وعملية الحرية الدائمة. في أغسطس 2006، أصبح برنامج سيجز فور فيتس المستفيد الوحيد من إعفاء شامل من الجيش الأمريكي يسمح بالتبرع بما يزيد عن 1000 دولار أمريكي للعسكريين في الخدمة الفعلية.
يوفر برنامج سيجز فور فيتس للمرشحين الناجحين جهاز تنقل مصممًا عالميًا يهدف إلى صرف الانتباه عن إعاقتهم. سيجواي هي أداة تهدف إلى مساعدة العديد من المحاربين القدامى ذوي الإعاقة في التغلب على العديد من مشاكل التنقل، بطريقة ترفع معنوياتهم وتفيدهم جسديًا. منذ عام 2005، قدمت المنظمة أكثر من 1200 سيجواي للمحاربين القدامى الجرحى.

## مبادرة مشاة البحرية والبحارة المصابين بجروح خطيرة
في مايو 2006، اطلع العقيد ويليام جيه. أوبراين، من سلاح مشاة البحرية الأمريكية (متقاعد)، ومدير مبادرة البحرية للمصابين بجروح خطيرة، وهو برنامج تجريبي أُطلق تحت إشراف نائب مساعد وزير البحرية، الملازم أول بارني بارنوم، لتسهيل دمج المصابين في سلاح مشاة البحرية والبحرية بشكل كامل، أو لمساعدتهم على الانتقال إلى القطاع الخاص، على برنامج سيجز فور فيتس. في يوليو 2006، بدأ فريق عمل البرنامج بالتعاون مع برنامج سيجز فور فيتس ومن اعضائه: العقيد أوبراين، وزميلته كريستين جينسن من البحرية الأمريكية، وجوزيف وايد، من أجل تشجيعه على خدمة المزيد من المصابين بجروح بالغة في حرب الحرية الدائمة وحرب الحرية الفرنسية.
أثمرت نتائج هذا التعاون عن أول حفل تقديمي رئيسي لبرنامج سيجز فور فيتس في 7 ديسمبر 2006، خلال غداء نظمته مبادرة البحرية للمصابين بجروح خطيرة في نادي الجيش والبحرية الريفيفي أرلينغتون، فرجينيا. في مايو 2007، اختتم البرنامج عمله بعد تحديد ثغرات في تغطية الإصابات الخطيرة، واقترح حلولاً لها. ومع ذلك، فقد وضع هذا الحفل التقديمي الأول لبرنامج سيجز فور فيتس معيارًا لاحتفالات سيجز فور فيتس المستقبلية التي تُعقد مرتين سنويًا في واشنطن العاصمة، وسان أنطونيو، تكساس، وسان دييغو، كاليفورنيا. يواصل العقيد أوبراين، ومركز إتش إم سي جينسن، وجو وايد، والأمين المتقاعد بارنوم، حاليًا، القيام بدور فعال في برنامج سيجز فور فيتس.

## برامج تقييم التدريب
في عام 2006، بدأ البرنامج بوضع برامج تدريب وتقييم في المراكز الطبية العسكرية التي قدمت رعاية تأهيلية لإصابات بالغة في حرب الحرية وحرب العراق. وتشمل هذه المراكز مركز والتر ريد الطبي العسكري في فبراير 2006، والمركز الطبي البحري الوطني في مايو 2006، ومركز بروك الطبي العسكري في نوفمبر 2006، والمركز الطبي البحري في سان دييغو في نوفمبر 2008.

## الحاصلين على الجائزة البارزين
- الرقيب كورتني كليمونز، الولايات المتحدة الأمريكية (متقاعد).

## الجوائز والأوسمة
- جائزة الخدمة العامة لوزير الجيش لعام 2008 للخدمة العامة المتميزة في تقديم الدعم المتميز لقدامى المحاربين في أمتنا.
- جائزة روح الأمل لعام 2010 المقدمة من مكتب وزير الدفاع.
- جائزة المواطن المتميز من جمعية ميدالية الشرف بالكونجرس لعام 2016 مُنحت لجيري كير لتجسيده خصائص جمعية ميدالية الشرف.
- ختم التميز للجمعيات الخيرية المستقلة في أمريكا.
- عضو في منظمة الأسرة العسكرية وخدمة المحاربين القدامى في أمريكا.

## روابط خارجية
- الموقع الرسمي لـ Segs4Vets.
- جندي أمريكي فيتنامي جريح يتلقى دراجة سيجواي.
- المحاربون القدامى الجرحى يزيدون من قدرتهم على الحركة باستخدام دراجات Segways.
- كابل مونستر وSegs4Vets.
- برنامج Segs4Vets يوفر القدرة على الحركة والشفاء.
- برنامج Segs4Vets يكرّم المحاربين الجرحى.
- تقدم Segs4Vets دراجات Segways للمحاربين القدامى ذوي الإعاقة.
- برنامج Segs4Vets يكرّم المحاربين الجرحى.
- رحلة الجندي من العراق إلى قاعدة سكوت الجوية تُظهر البطولة والتصميم.
- حصل أفراد الخدمة الجرحى على دراجات Segways جديدة.
- تم منح واحد وخمسين محاربًا جريحًا آخر دراجات سيجواي.
- مالك سيجواي يتبرع بألف سيجواي للجنود الجرحى قبل وفاته.